# Hurst (Illinois)

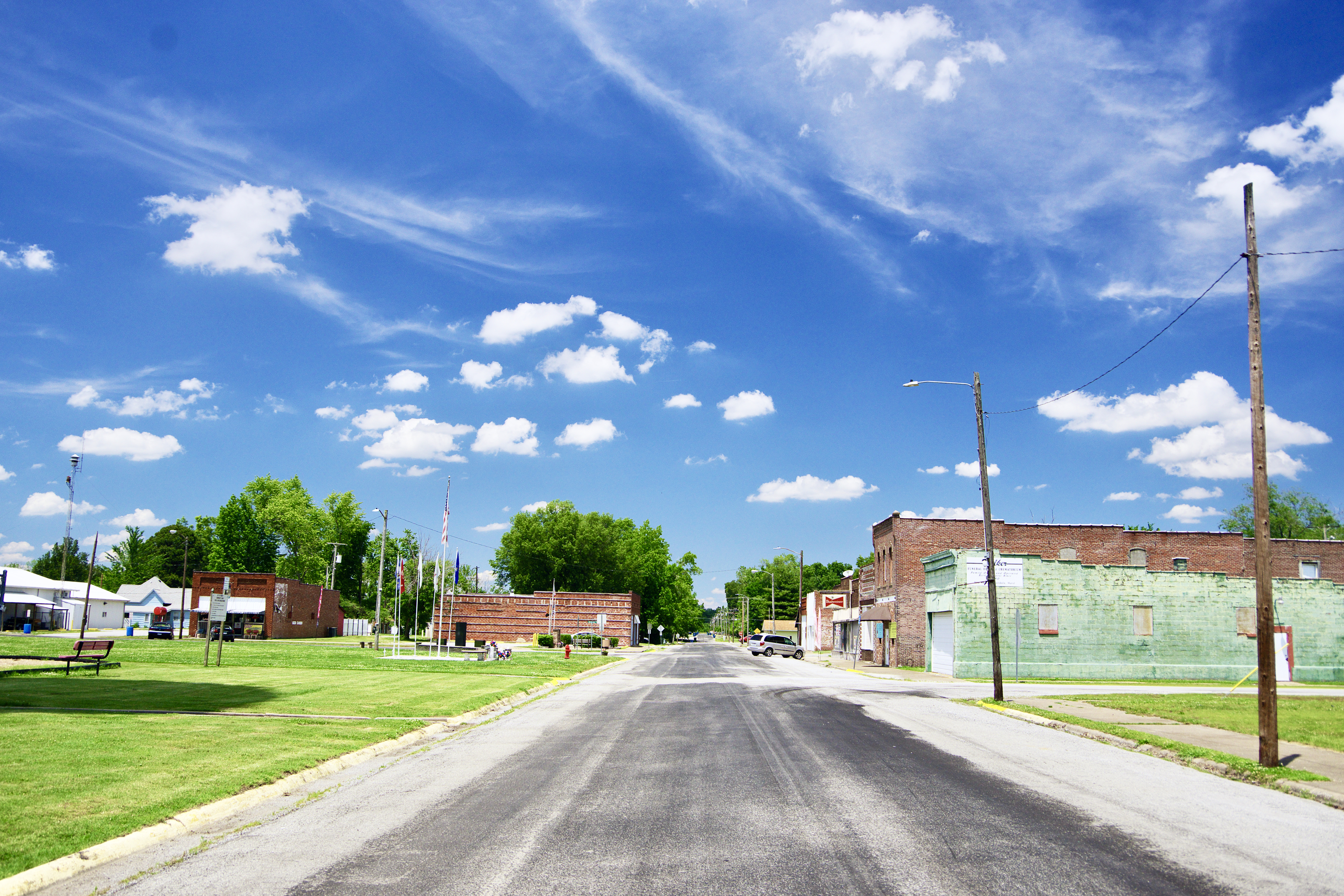
Vista de la avenida Bush en Hurst, Illinois, Estados Unidos

Hurst es una ciudad ubicada en el condado de Williamson en el estado estadounidense de Illinois. En el Censo de 2010 tenía una población de 795 habitantes y una densidad poblacional de 358,17 personas por km².

## Geografía
Hurst se encuentra ubicada en las coordenadas 37°50′13″N 89°8′51″O / 37.83694, -89.14750. Según la Oficina del Censo de los Estados Unidos, Hurst tiene una superficie total de 2.22 km², de la cual 2.21 km² corresponden a tierra firme y (0.23%) 0.01 km² es agua.

## Demografía
Según el censo de 2010, había 795 personas residiendo en Hurst. La densidad de población era de 358,17 hab./km². De los 795 habitantes, Hurst estaba compuesto por el 97.11% blancos, el 0.75% eran afroamericanos, el 0.13% eran amerindios, el 0% eran asiáticos, el 0% eran isleños del Pacífico, el 1.01% eran de otras razas y el 1.01% pertenecían a dos o más razas. Del total de la población el 0.75% eran hispanos o latinos de cualquier raza.